# Hjälmarekajen

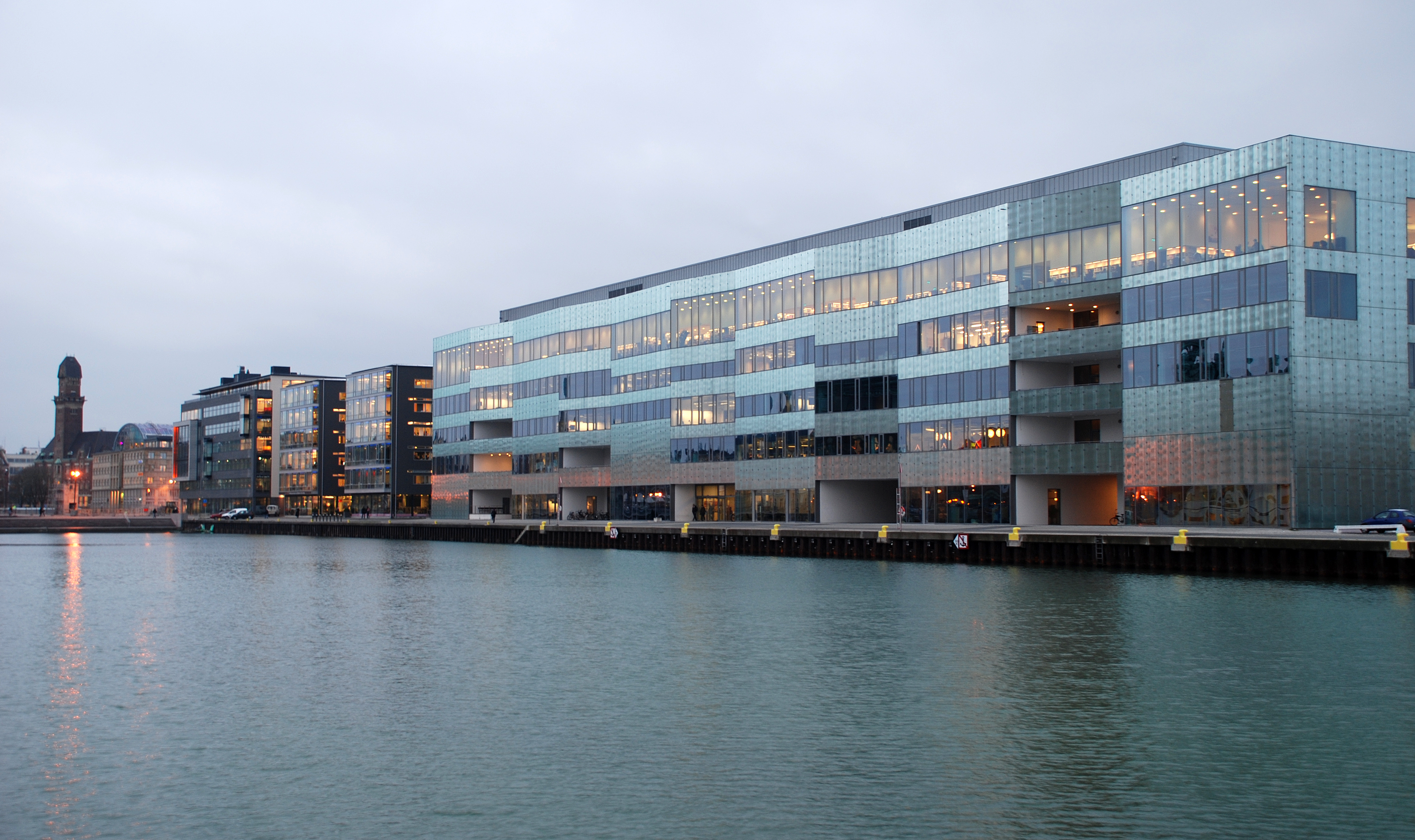
Hjälmarekajen med Orkanen 2008.

Hjälmarekajen är en hamnkaj belägen vid Universitetsholmen i Inre hamnen i Malmö, mitt över den andra hamnkajen Skeppsbron. Längs kajen ligger bland byggnaderna bl.a. universitetsbyggnaden Orkanen. En handfull fartyg ligger även förtöjda vid båda kajerna, däribland (sedan 2012) vid Hjälmarekajen världens äldsta isbrytare S/S Bore. 